# Acer beTouch E110
Acer beTouch E110 — бюджетный смартфон начального уровня на базе свободной платформы Android от компании Acer.

## Технические характеристики
Телефон оснащен свободной Linux-платформой Android 1.5 и использует ARM-процессор ST-Ericsson PNX6715 с частотой 416 МГц, по 256 МБ RAM и ROM.
Смартфон оснащен 2,8 дюймовым резистивным сенсорным экраном с разрешением 240*320 пикселей и 3,0 Мп QXGA видео и фото камерой.
Девайс поддерживает карты памяти microSD и оснащен GPS с поддержкой A-GPS, Bluetooth 2.0.

## Внешний вид
Существуют два цветовых варианта устройства: чёрный и синий. В чёрной версии передняя панель выполнена из чёрного глянцевого пластика, крышка аккумулятора из матового, а боковые стенки из такого же, как и крышка, но серого. Корпус синей модели полностью состоит из синего пластика, за исключением передней панели, выполненной в чёрно-синем градиенте. Качель регулировки громкости в обеих моделях выполнена из серого пластика.

## Интересные факты
- В комплекте с телефоном распространяется диск с лицензионной версией навигационной системы «Navitel».
- Несмотря на год появления модели на рынке(2010), компания Acer выбрала для неё уже неактуальную версию Android 1.5, а позже заявила, что не планирует обновление[5]